# 若望·博洛克
若望·博洛克（英語：John Broadhurst；1942年7月20日—）為英國籍天主教會司鐸、宗座名譽教長、前聖公會神職人員，曾於1996年至2010年擔任英國聖公會富咸教區主教。

## 生平

### 早年生活
博洛克於1942年7月20日生於英國倫敦亨頓區，早年曾於伊斯靈頓區接受教育。

### 聖公宗時期
博洛克於倫敦國王學院接受神職培育，他於1967年被按立為聖公會牧師。
1996年9月24日，博洛克被祝聖為富咸教區主教，該教區是隸屬英國聖公會倫敦教區。

### 天主教時期
2010年10月，博洛克公開宣佈他將會改信天主教，並且加入當時仍然在籌備中的天主教個別教長管轄區，原因是他不接受英國聖公會按立女性為神職人員。博洛克於同年11月8日正式辭去他在英國聖公會的主教職務。
2011年1月1日，博洛克與他的妻子在倫敦西敏主教座堂正式改信天主教。
同年1月13日，博洛克與兩位前聖公會主教（包括安德肋·貝咸和基夫·牛頓）一起領受執事聖秩，並且於兩日後，即1月15日，他們三人在倫敦西敏主教座堂領受司鐸聖秩，在同一日沃爾辛厄姆聖母個別教長管轄區亦宣告成立。
2011年3月17日，教宗本篤十六世授予博洛克「宗座名譽教長」的蒙席頭銜。

### 個人生活
博洛克是已婚，並育有四位子女。此外，博洛克是一名蜂農及漁夫。